# Walle Nauta
Walle Jetze Harinx Nauta (* 8. Juni 1916 in Medan, damals Niederländisch-Indien; † 24. März 1994 in Cambridge, Massachusetts) war ein niederländisch-US-amerikanischer Neuroanatom.

## Leben
Nauta studierte an der Universität Leiden und erwarb 1942 einen M.D. als Abschluss des Medizinstudiums und 1945 an der Universität Utrecht einen Ph.D. in Anatomie und Neurophysiologie. Während der deutschen Besatzung der Niederlande (1940–1945) versteckten Walle Nauta und seine Frau Ellie ein jüdisches Mädchen in der 1½-Zimmer-Wohnung, in der das Ehepaar Nauta mit seinen Kindern wohnte. Hierfür erhielten beide – Walle Nauta postum – 2008 den Ehrentitel „Gerechter unter den Völkern“. Nauta hatte Lehraufträge an der Universität Utrecht (1941–1946), an der Universität Leiden (1946/1947) und an der Universität Zürich (1947–1951).
1951 ging Nauta an die neuropsychiatrische Forschungsabteilung des Walter-Reed-Militärkrankenhauses in Washington, D.C. Zusätzlich erhielt er 1955 eine Professur für Anatomie an der University of Maryland, College Park. 1964 wechselte Nauta an das Massachusetts Institute of Technology (MIT), wo er Professor für Neuroanatomie in der Abteilung für Psychologie wurde (später Abteilung für Hirnforschung und Kognitionswissenschaften). Seit 1975 arbeitete er zusätzlich in der Neuroanatomie des McLean Hospital in Belmont, Massachusetts. 1986 wurde Nauta emeritiert. Sein letztes Lehrbuch erschien 1993.
Nauta hatte zwei Töchter und einen Sohn.

## Wirken
Nauta gilt als einer der Begründer der Neurowissenschaften und der modernen Neuroanatomie. Er konnte grundlegende Beiträge zum Verständnis der Struktur des Gehirns und seinen inneren Verbindungen leisten. Nauta entwickelte eine Methode, um nicht-myelinisierte Nervenfasern darzustellen. Mithilfe seiner Methode konnten verschiedene Systeme des Prosencephalons (Vorderhirn) von Säugetieren – insbesondere das limbische System und das Striatum – kartografiert werden. Die von ihm entwickelte und später von anderen modifizierte Methode zum Anfärben von degenerierenden Nervenfasern wird als Nauta-(Gygax)-Silberimprägniermethode bezeichnet.

## Auszeichnungen (Auswahl)
- 1964 Karl Spencer Lashley Award
- 1966 Mitglied der American Academy of Arts and Sciences[4]
- 1967 Mitglied der National Academy of Sciences
- 1971 Mitglied der American Philosophical Society[5]
- 1978 Mitglied der Königlich-Niederländischen Akademie der Wissenschaften[6]
- 1983 F.O. Schmitt Medal and Prize in Neuroscience
- 1983 Ralph-W.-Gerard-Preis
- 1994 NAS Award in the Neurosciences[7]
- 2008 (postum) Gerechter unter den Völkern

## Schriften (Auswahl)
- W. Nauta, W. Haymaker: Hypothalamic nuclei and fiber connections. In: W. Haymaker E. Anderson, W. Nauta (Hrsg.): The Hypothalamus. Charles C. Thomas, Springfield IL 1969.
- Contemporary research methods in neuroanatomy. 1970.
- Fundamental neuroanatomy. 1986, ISBN 0-7167-1722-0.
- Neuroanatomy. 1993, ISBN 3-7643-3539-4.